# Chris Jericho
Christopher Keith Irvine (* 9. November 1970 in Manhasset, New York), bekannt unter seinem Ringnamen Chris Jericho, ist ein  kanadischer Wrestler und Rockmusiker. Er steht zurzeit bei All Elite Wrestling unter Vertrag. Er zählt zu den erfolgreichsten Wrestlern seiner Zeit und wurde unter anderem WCW World Champion, WWE Champion, WWE World Heavyweight Champion, AEW World Champion und ROH World Champion. Er ist mit neun Regentschaften Rekordsieger der WWE Intercontinental Championship und wurde der erste Undisputed Champion in der Geschichte der WWE.
Neben dem Wrestling ist er auch als Musiker aktiv und Frontmann der Heavy-Metal-Band Fozzy. Er trat zudem als TV-Kommentator, Podcaster, Schauspieler und Autor in Erscheinung.

## Biografie

### Frühe Jahre
Christopher Irvine kam in den Vereinigten Staaten als Sohn des ehemaligen kanadischen Eishockey-Spielers Ted Irvine zur Welt, welcher für die New York Rangers spielte. In seiner Freizeit spielt Irvine Eishockey. Er ist Fan der Calgary Flames, was er auch teilweise bei seinen Wrestlingauftritten durch entsprechende Fankleidung zum Ausdruck brachte (manchmal trägt er auch ein T-Shirt der Toronto Maple Leafs). Wenig später zog die Familie zurück nach Kanada, genauer gesagt nach St. James / Winnipeg in Manitoba, wo Irvine ab sofort lebte und zur Schule ging. Während dieser Zeit kam er auch zum Wrestling, nachdem er über Jahre die Sendungen der WWWF (später WWF, heute WWE) und von Stampede Wrestling verfolgt hatte.

### Anfänge im Wrestling
Mit 19 trat Chris Jericho der „Hart Brothers School of Wrestling“ bei, wo er am ersten Tag Lance Evers (den späteren Lance Storm) kennenlernte. Die beiden wurden von diesem Tag an gute Freunde. Zwei Monate später war Chris Jericho schon bereit, bei Independent Shows aufzutreten. Er hatte am 2. Oktober 1990 sein Debüt und kämpfte gegen seinen besten Freund Lance Storm. Das Match endete in einem Unentschieden. Von nun an arbeiteten Jericho und Storm auch als Tag Team. Sie waren bekannt als „Sudden Impact“. Jericho hat seinen Namen von dem Album der deutschen Power-Metal-Band Helloween. Das Album heißt Walls of Jericho. In seiner Biografie schreibt Jericho, dass er ursprünglich durch einen Comic auf den Namen gekommen ist. In dem Comic gab es einen Charakter, der Jericho hieß. Jericho, Triple H und Storm haben mit den zukünftigen Superstars Edge, Christian und Terry Gerin (Rhino) für Tony Condello gearbeitet. Sie haben außerdem noch für Calgary’s Canadian National Wrestling Alliance (CNWA) und für Canadian Rocky Mountain Wrestling (CRMW) gearbeitet.
Im Jahre 1991 haben Jericho und Storm begonnen, für Frontier Martial-Arts Wrestling durch Japan zu touren. Dort hatte er sich auch mit Ricky Fuji, der ebenfalls von Stu Hart trainiert wurde, angefreundet. Im Winter 1992 ist Jericho nach Mexiko gereist, um für viele kleine, aber auch für die größte Wrestling Organisation Mexikos (Consejo Mundial de Lucha Libre, CMLL), zu arbeiten. Vom Dezember 1993 an hatte Jericho bei CMLL den NWA Middleweight Champion-Titel elf Monate lang gehalten. Seine stetig steigenden Wrestling Fähigkeiten brachten ihn auch 1994 nach Japan, wo er für die Wrestling and Romance (WAR) Promotion arbeitete. Dort ist er gegen Leute wie Gedo und Último Dragón angetreten. Gegen Último Dragón hatte er später auch den WAR International Junior Heavyweight Titel verloren. 
1994 hatte sich Jericho auch wieder mit seinem ehemaligen Team-Partner Lance Storm vereint und kämpfte von nun an unter dem Teamnamen „Thrillseekers“ für Jim Cornette’s Smokey Mountain Wrestling Promotion. Im Dezember 1995 hat Jericho zum zweiten Mal bei der Super J-Cup Tour teilgenommen. Dort hat er allerdings gegen Wild Pegasus verloren. Im März 1994 kehrte er zusammen mit Lance Storm nach Amerika zurück und sie erhielten ein Engagement bei Smoky Mountain Wrestling. Hier durften beide die Tag Team-Titel und Irvine erneut den NWA Middleweight-Titel erringen. 1995 verließ Irvine Smoky Mountain Wrestling und trat anschließend wieder bei WAR auf. Dort erhielt er in der folgenden Zeit zunächst den International Junior Heavyweight-Titel und ein Jahr später folgte der Erhalt des International Junior Tag Team-Titel.
Die Liga ECW verpflichtete im Februar 1996 auf Anraten von Mick Foley Irvine für einige Auftritte. Für dreieinhalb Wochen, vom 22. Juni bis zum 13. Juli 1996, hielt er den ECW-Television-Titel, bevor er diesen an Shane Douglas abtreten musste. Zu diesem Zeitpunkt hatte Irvine bereits einen Vertrag bei World Championship Wrestling unterschrieben.

### World Championship Wrestling (1996–1999)
Am 20. August 1996 debütierte er bei World Championship Wrestling, wo er innerhalb einer großen Storyline als WCW-Gesandter in den Kampf gegen die New World Order geschickt wurde. 1997 wurden Irvine größere Erfolge verwehrt, was Publikumsreaktionen mit Schmährufen gegen die Darbietung hervorrief. Diese waren für WCW-Chef Bischoff alles andere als befriedigend und so verschwand Irvine eine Weile von den Bildschirmen. Er trat gut ein Vierteljahr nicht bei Großveranstaltungen, sondern nur in den Fernsehsendungen auf. Erst im Sommer ließ man ihn den WCW-Cruiserweight-Titel gewinnen. Es folgte ein kurzfristiges Fehdenprogramm gegen Alex Wright.
Durch die Zusammenarbeit von World Championship Wrestling und New Japan Pro-Wrestling wurde Jericho zur NJPW geschickt. Im Januar 1997 debütierte er als Super Liger.
Nachdem er das Gimmick eines Bösewichts bekam, dominierte er in der folgenden Jahreshälfte die Leichtschwergewichtsszene. Seine gewagten Statements und Provokationen machten ihn bekannt. Man setzte ihn jedoch langfristig schließlich nur in der mittleren Kampfkarte ein. Schließlich durfte Irvine wieder einen Titel erringen, indem er den WCW Television Champion Titel von Stevie Ray erhalten durfte. Eine geplante Fehde gegen den damaligen WCW-World-Champion Bill Goldberg wurde aufgrund realer Unstimmigkeiten zwischen beiden Kontrahenten nicht realisiert. Das Jahr 1999 wurde zu Irvines letztem in der WCW. Sein letztes Match bestritt er dort am 21. Juli 1999 an der Seite von Eddie Guerrero gegen Billy Kidman und Rey Mysterio.

### World Wrestling Federation/Entertainment (1999–2018)

#### Debüt und erster Run in der WWF/E (1999–2005)

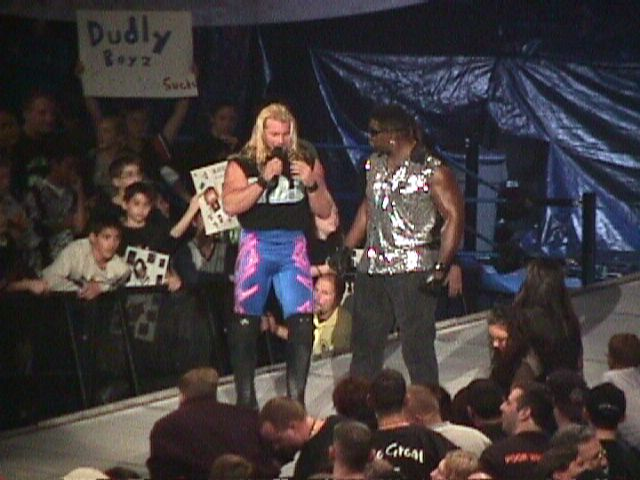
Jericho mit seinem Enforcer Mr. Hughes bei SmackDown 1999

Chris Irvine hatte nach Auslaufen seines WCW-Vertrages bei World Wrestling Entertainment unterschrieben und deren Inhaber Vince McMahon beschloss, Irvine richtig als den kommenden WWE-Superstar aufzubauen. Der ganze Sommer 1999 war von Videopromos geprägt, in denen immer wieder Fragmente eines Millennium-Zählwerks herunterliefen. Dem WWE-Publikum wurde aber keine Erklärung gegeben, wer oder was hinter diesen Promos steckte. Die Auflösung bekamen die Zuschauer erst am 9. August desselben Jahres, bei der Sendung RAW. Während einer Ansprache von The Rock lief der Zähler ab, es gab ein Feuerwerk und Irvine marschierte als „Y2J“ (als Anspielung auf Y2K, die Katastrophe zur Jahrtausendwende) in die Halle, um sich mit The Rock ein Rededuell zu liefern. Chris Irvines Ringcharakter hatte keine wesentliche Veränderung durchlebt und machte nun in der WWE dort weiter, wo er in der WCW aufgehört hatte: als Heel mit vielen provozierenden Gesten und Beleidigung seiner Kontrahenten.
Nach diesem Debüt bezog ihn die WWE in das Geschehen um den Intercontinental-Titel ein und er fehdete sowohl mit Chyna als auch mit Hardcore Holly. Am Ende dieser Storyline durfte er diesen Titel durch Unterstützung von Chyna erringen. Den Titel musste er jedoch wieder an Kurt Angle abgeben. Bei WrestleMania 16 durfte Irvine den WWF-European-Titel erringen und diesen für 24 Stunden halten. Bereits in der folgenden RAW-Sendung musste er diesen Titel an Eddie Guerrero abgeben. Am 17. April 2000 durfte Irvine bei Raw jedoch den WWF-Champion Triple H besiegen und dessen Titel erringen. Aber noch in derselben Sendung wurde ihm der Titel wieder aberkannt. Bei der Großveranstaltung Royal Rumble 2001 durfte er in einem Leitermatch von Chris Benoit den WWE-Intercontinental-Titel erringen. Nach dem Titelverlust an Triple H bildeten Benoit und er ein Tag Team und beide durften kurzfristig auch den Tag-Team-Titel halten. Benoit und Irvine mussten schließlich den Tag-Team-Titel an die Dudley Boyz abgeben.

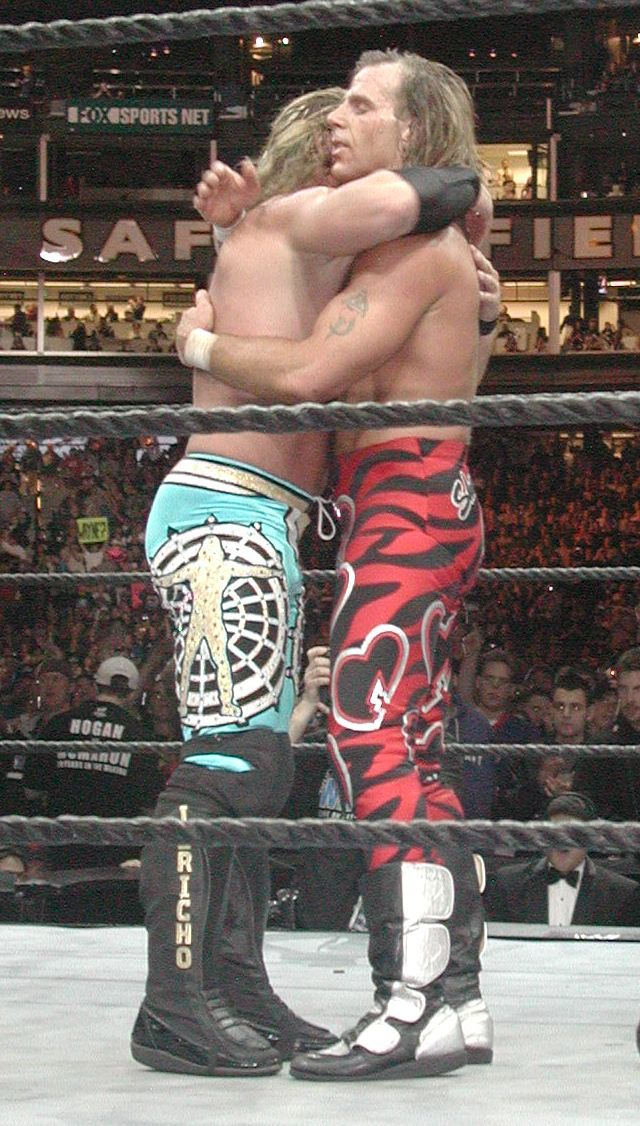
Jericho und Shawn Michaels nach ihrem Match bei WrestleMania XIX 2003

Chris Irvine wurde eine Zeit lang in verschiedene Fehden und Storylines eingebunden. Eine davon war, dass man ihn den WWF-Hardcore-Titel gewinnen ließ, um ihn dann noch am selben Abend gegen Rhino verlieren zu lassen. Als ehemaliger Angehöriger der damaligen Konkurrenzligen Extreme Championship Wrestling und World Championship Wrestling band man ihn jedoch als Main Eventer in die von der WWF geschaffenen WCW-ECW-Invasion ein. 2001 durfte Irvine bei „Vengeance 2001“ den vereinigten WWF- und WCW-Heavyweight-Championtitel erringen und dadurch erster „Undisputed WWF Champion“ werden, als er in der Finalrunde Steve Austin besiegen durfte. 2002 musste er diesen Titel an Triple H abgeben.
Im Rahmen der WWF Brand Extension wurde Irvine nun zum RAW-Kader geschickt. Dort durfte er im Spätsommer von Rob Van Dam dessen Intercontinental-Titel erringen. Mit den zur WWE übergewechselten Bill Goldberg wurde die alte WCW-Fehde wiederbelebt. Beim WWE-PPV „Bad Blood“ 2003 konnte Goldberg Jericho besiegen. Nach einigen verschiedenen Fehden gelang Irvine 2004 erneut der Gewinn des zu dem Zeitpunkt vakanten Intercontinental-Titels. Doch auch diese Regentschaft war erneut nur von kurzer Dauer. Nach Verlust des Titels an Shelton Benjamin bei der Veranstaltung „Taboo Tuesday“ begann nun ein langes Fehdenprogramm der beiden.
Chris Irvines WWE-Vertrag lief zum Spätsommer aus und er spielte ernsthaft mit dem Gedanken, seine aktive Wrestling-Karriere zu beenden. Neben seiner Familie war da auch sein musikalisches Hobby, die Rockband Fozzy, welche immer größere Erfolge einfuhr und an deren Aufstieg Irvine als Leadsänger aktiv mitzuwirken gedachte. So entschied sich Irvine letztlich vorläufig für die Musikkarriere. Seine letzte Fehde führte ihn 2005 mit WWE-Champion John Cena zusammen. Nach verpasstem Gewinn von Cenas Titel, wurde Irvine innerhalb einer Storyline von RAW-Chef Eric Bischoff aus der WWE entlassen.

#### Zweiter Run in der WWE und Auszeit (2007–2010)

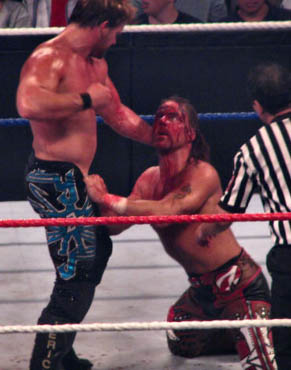
Jericho attackiert Shawn Michaels beim Great American Bash 2008

Ende 2007 wurde aber bei World Wrestling Entertainment über ein mögliches Comeback Irvines spekuliert, zumal auch der Konkurrent Total Nonstop Action Wrestling sich für diesen offen interessierte. Am 19. November 2007 wurden die im Internet wochenlang stark diskutierten „SAVE US.222“ Videos, welche mit kryptischen Botschaften gefüllt waren und bei zahlreichen Fernseh-Shows der WWE ausgestrahlt wurden, bei RAW aufgelöst. Während Randy Orton seinen Sieg und die Verteidigung seines WWE-Champion-Titels gegen Shawn Michaels feiern wollte, gab es ein „SAVE US.Y2J“-Video und Irvine trat mit den Worten: „Welcome to RAW is Jericho“ auf die Rampe. Nach einer kurzen Fehde gegen WWE-Champion Orton folgte eine Fehde gegen JBL. Am 10. März 2008 konnte Irvine bei einer dreistündigen Spezial-Ausgabe von RAW, welche unter dem Motto: „WrestleMania Rewind Night“ stattfand, zum achten Mal die Intercontinental Championship gewinnen. Er besiegte den amtierenden Champion Jeff Hardy. Hintergrund für den Titelgewinn, war eine 60-Tage-Suspendierung Hardys, welcher durch den Drogentest der WWE gefallen war. 

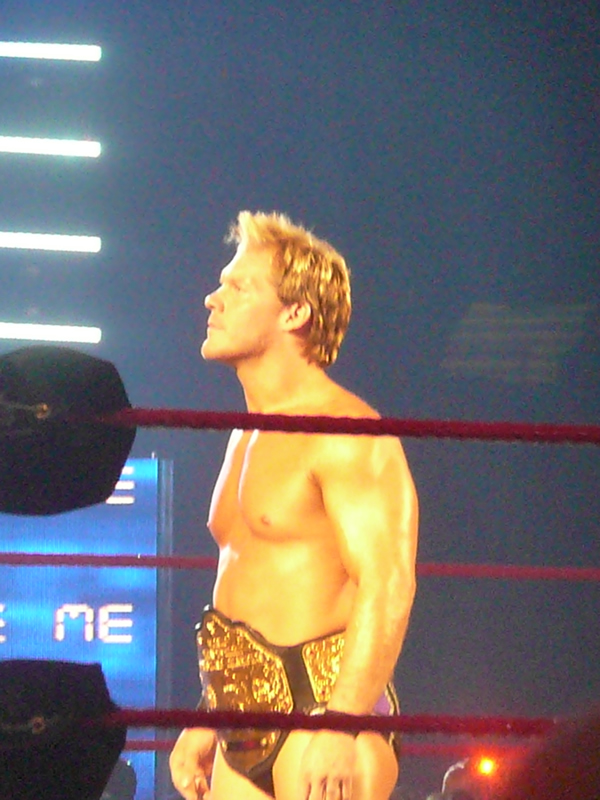
Jericho als World Heavyweight Champion bei Raw im November 2008

Nach WrestleMania 24 begann eine Fehde mit Shawn Michaels, welche darin resultierte, dass Irvines Wrestling-Charakter Chris Jericho zum Bösewicht wurde. Dies wurde damit erklärt, dass Jericho sich nicht mehr für die Fans interessiere, da diese Shawn Michaels zujubelten, welcher von Irvine in seiner Chris-Jericho-Rolle als „ignoranter und egoistischer Mensch“ bezeichnet wurde. Dabei wurde ihm Lance Cade bis zu dessen Entlassung im Oktober 2008 zur Seite gestellt. Die Fehde mit HBK bildete auch die Erklärung für Michaels’ Eingriff in Irvines Titelmatch beim Pay-per-View Night of the Champions, durch das Irvine den Intercontinental-Titel an Kofi Kingston verlor. Bei der Großveranstaltung Unforgiven am 7. September 2008, erhielt Irvine als Ersatzmann für den zuvor laut Storyline ausgeschalteten Champion CM Punk, den World-Heavyweight-Champion-Titel. Dies wurde als große Überraschung verkauft, da Irvine bei derselben Veranstaltung schon ein hart geführtes, laut Storyline nicht sanktioniertes Match gegen Shawn Michaels bestritten und verloren hatte. Nach Unforgiven wurde die Fehde gegen Shawn Michaels, dieses Mal um den World-Heavyweight-Champion-Titel, fortgeführt. Dies resultierte in einem Ladder Match zwischen Irvine und Michaels bei der Großveranstaltung No Mercy am 5. Oktober 2008. 
Bei der Veranstaltung Cyber Sunday 2008 musste er seinen Titel im Zuge eines Fehdenprogramms mit Batista an diesen abgeben. Bereits am 3. November bei RAW erhielt Irvine den Titel in einem Steel-Cage-Match zurück. Am 23. November 2008 musste er ihn im Zuge eines Titelmatches bei der Veranstaltung Survivor Series dann an John Cena abgeben. Nach der WWE Draft 2009, wo er zu SmackDown wechselte, wurde Irvine erneut Intercontinental Champion, indem er bei Extreme Rules Rey Mysterio besiegten durfte. Bei der WWE-Großveranstaltung The Bash 2009 durfte Irvine mit seinem neuen Tag-Team-Partner Edge die Unified WWE Tag Team Championship gewinnen, nachdem er zuvor seinen Intercontinental Championtitel wieder an Rey Mysterio abgeben musste. Nachdem sich Edge verletzt hatte, gab man ihm The Big Show als neuen Tag-Team-Partner, mit dem er zuletzt die Titel hielt. Bei dem Pay-Per-View WWE: Tables, Ladders & Chairs mussten sie die Titel an die D-Generation X abgeben.
Am 27. Januar 2010 wurde Irvine zusammen mit Gregory Helms an einer Tankstelle in Crescent Springs, Kentucky verhaftet, nachdem die Polizei einem Hinweis auf eine gewalttätige Auseinandersetzung in einem Taxi nachgegangen war. Beide Wrestler wurden jedoch wegen Trunkenheit in der Öffentlichkeit festgenommen. Helms und Irvine wurden nach der Zahlung einer Strafe von je 120 US-Dollar freigelassen. Beim Pay Per View WWE Elimination Chamber am 21. Februar 2010 konnte er im gleichnamigen Match die World Heavyweight Championship von The Undertaker erringen. Zwei Tage nachdem er seinen Titel bei Wrestlemania XXVI gegen den zurückgekehrten Edge verteidigen durfte, verlor Irvine seinen Titel zur TV Auszeichnung von Smackdown an Jack Swagger. Nach dem Draft am 26. April 2010 kam Irvine zu RAW und bildete für kurze Zeit ein Tag-Team mit The Miz. Am 27. September 2010 bestritt er sein letztes Match gegen Randy Orton.

#### Dritter Run in der WWE und vereinzelte Auftritte (2012–2018)

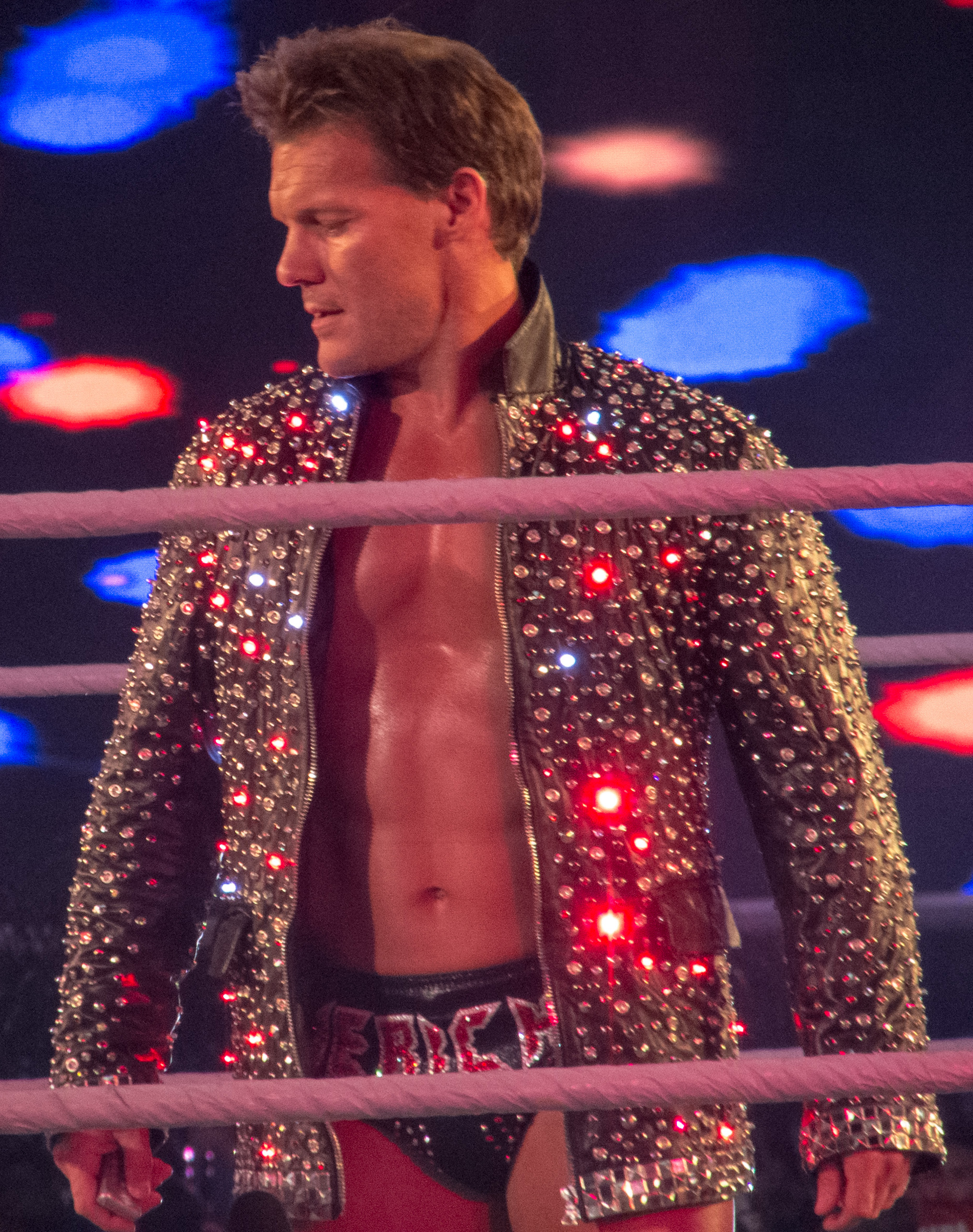
Jericho bei seinem Wrestlemania XXVIII Entrance 2012

Am 2. Januar 2012 kehrte Irvine nach über einem Jahr Pause in der ersten RAW-Sendung des Jahres zur WWE zurück, nachdem seine Rückkehr durch Videos, die nicht eindeutig zuzuordnen waren, seit November 2011 angekündigt wurde. Dabei fehdete Irvine zunächst gegen den WWE Champion CM Punk. Am 25. Mai 2012 wurde er von der WWE für 30 Tage suspendiert. Grund dafür ist das Zerknüllen und Treten der brasilianischen Flagge bei einem Live-Event am Tag zuvor in São Paulo. Für diese Aktion entschuldigte er sich jedoch noch bei dem Event und auf der WWE-Homepage. Nach einem verlorenen Match gegen seinen Fehdengegner Dolph Ziggler am 20. August 2012 bei RAW wurde Irvine aus seinem WWE-Vertrag entlassen. Dies diente als Auszeit für eine erneute Europa-Tour mit seiner Band Fozzy.
Beim Royal Rumble am 27. Januar 2013 kehrte Irvine zurück. Nach dem Match wurde bekannt, dass er vom Management wieder eingestellt wurde. Am 30. Juni 2014 kehrte Irvine bei WWE Raw zurück und konfrontierte dort den ebenfalls zurückgekehrten The Miz. Bei Night of Champions 2015 kehrte Irvine in die Fernsehsendungen zurück und kämpfte an Seite von Dean Ambrose und Roman Reigns gegen die Wyatt Family. Zuvor war er monatelang ausschließlich bei Houseshows und Auslandstourneen aufgetreten und nicht in aktuelle Storylines eingebunden. Bei Monday Night Raw am 4. Januar unterbrach er ein Segment von The New Day und kehrte damit erneut ins TV zurück. In der folgenden Promo kündigte er an, am Royal-Rumble-Match 2016 teilzunehmen. Nach dem Royal Rumble bestritt Irvine eine Fehde gegen AJ Styles. Bei Wrestlemania 32 siegte er gegen AJ Styles.
Bei der Raw-Ausgabe vom 9. Januar 2017 besiegten er und Kevin Owens Roman Reigns in einem Handicap-Match, womit Irvine zum ersten Mal in seiner Karriere die WWE United States Championship gewann. Des Weiteren kündigte er an, dass er am Royal Rumble-Match 2017 teilnehmen wird. In diesem war er nicht siegreich, konnte jedoch den Rekord aufstellen, längster Royal Rumble-Teilnehmer aller Zeiten zu sein. Bei Wrestlemania 33, am 2. April 2017, bestritt er ein Match gegen seinen Rivalen und ehemaligen besten Freund Kevin Owens um die United States Championship; dies verlor er nach einer Apron-Powerbomb gegen ihn und er verlor somit seinen Titel an Owens. In einem Rückkampf bei WWE Payback, am 30. April, konnte er sich den Titel von Owens zurückholen, verlor ihn aber am 2. Mai 2017 während SmackDown Live erneut an Kevin Owens.
Am 22. Januar 2018, während des 25-jährigen Jubiläums von Raw, trat Jericho in einem Segment mit Elias hinter der Bühne auf und setzte ihn auf die Liste von Jericho. Beim Greatest Royal Rumble war Jericho der letzte Teilnehmer im 50-Mann-Royal-Rumble-Match und eliminierte Shelton Benjamin, bevor er vom späteren Sieger Braun Strowman eliminiert wurde. Dieses Event war Jerichos letzter In-Ring-Auftritt bei der WWE. Im September 2019 erklärte Jericho während eines Interviews für den Mature Audiences Mayhem Podcast, warum er die WWE verlassen hat. Die von Vince McMahon getroffene Entscheidung sein Match mit Kevin Owens als zweites bei der WrestleMania-Matchkarte zu platzieren veranlasste Jericho, anderswo Arbeit zu suchen.

### New Japan Pro Wrestling (2017–2020)
Am 5. November 2017 forderte Irvine Kenny Omega zu einem Match beim NJPW Event WrestleKingdom 12 heraus, dieses Match, das sein erstes Match außerhalb von WWE seit 1999 gewesen ist, verlor er jedoch. Am nächsten Tag beim New Year Dash Event attackierte er Tetsuya Naito. Daraus resultierte eine Attacke bei einer weiteren Show in Fukuoka bei der Naito stark blutete und später zu einem Match bei Dominion um seine IWGP Intercontinental Championship herausgefordert wurde. Chris Jericho gewann dieses. Diese Regentschaft hielt 209 Tage an und verlor den Titel, schlussendlich wieder zurück an Tetsuya Naito, in einem No Disqualification Match.
Trotz seinen Arrangements mit All Elite Wrestling, forderte Irvine am 4. Mai 2019 den IWGP Heavyweight Champion Kazuchika Okada heraus, dieser nahm die Herausforderung an. Dieses Match fand am 9. Juni 2019 bei der „Dominion“-Show von NJPW in Osaka, Japan statt. Jerichos letztes Match bei NJPW fand bei Wrestle Kingdom 14 statt gegen Hiroshi Tanahashi.

### All Elite Wrestling (seit 2019)
Bei der Vorstellung der Wrestlingliga All Elite Wrestling wurde Irvine als ein Mitglied des Rosters vorgestellt. Beim ersten AEW-Event Double or Nothing am 25. Mai 2019 besiegte er Kenny Omega und erhielt so einen Platz im ersten Match um die neueingeführte AEW World Championship. Bei All Out am 31. August 2019 gewann er das Titelmatch gegen Adam Page und wurde so erster AEW World Champion. Während seiner Fehde mit Cody und dessen Stable The Elite gründete Irvine Anfang Oktober 2019 sein eigenes Stable The Inner Circle. Während der ersten beiden Ausgaben von AEW Dynamite formierten sich dabei Jake Hager, Sammy Guevara, Santana und Ortiz um Irvine als Anführer. Die AEW World Championship verlor er am 29. Februar 2020 bei Revolution an Jon Moxley.
Bei Full Gear am 7. November 2020 musste Irvine ein Match gegen MJF verlieren, wodurch dieser mit seinem Bodyguard Wardlow dem Inner Circle beitreten durfte. In der Dynamite-Ausgabe vom 10. Februar 2021 verließ Sammy Guevara den Inner Circle.

### Außerhalb des Wrestlings
Am 30. Juli 2000 heiratete Irvine seine langjährige Freundin Jessica Lockhart in seiner damaligen Heimatstadt Winnipeg. Bei der Hochzeit im St. Charles Country Club waren neben rund 150 Familienmitgliedern auch etliche Wrestlingkollegen anwesend, unter anderem Billy Kidman, Lance Storm, Chris Benoit, Edge, Christian und Disco Inferno. Am 24. September 2003 wurde Irvines und Lockharts Sohn geboren. Am 18. Juli 2006 wurde er zudem Vater von Zwillingen.

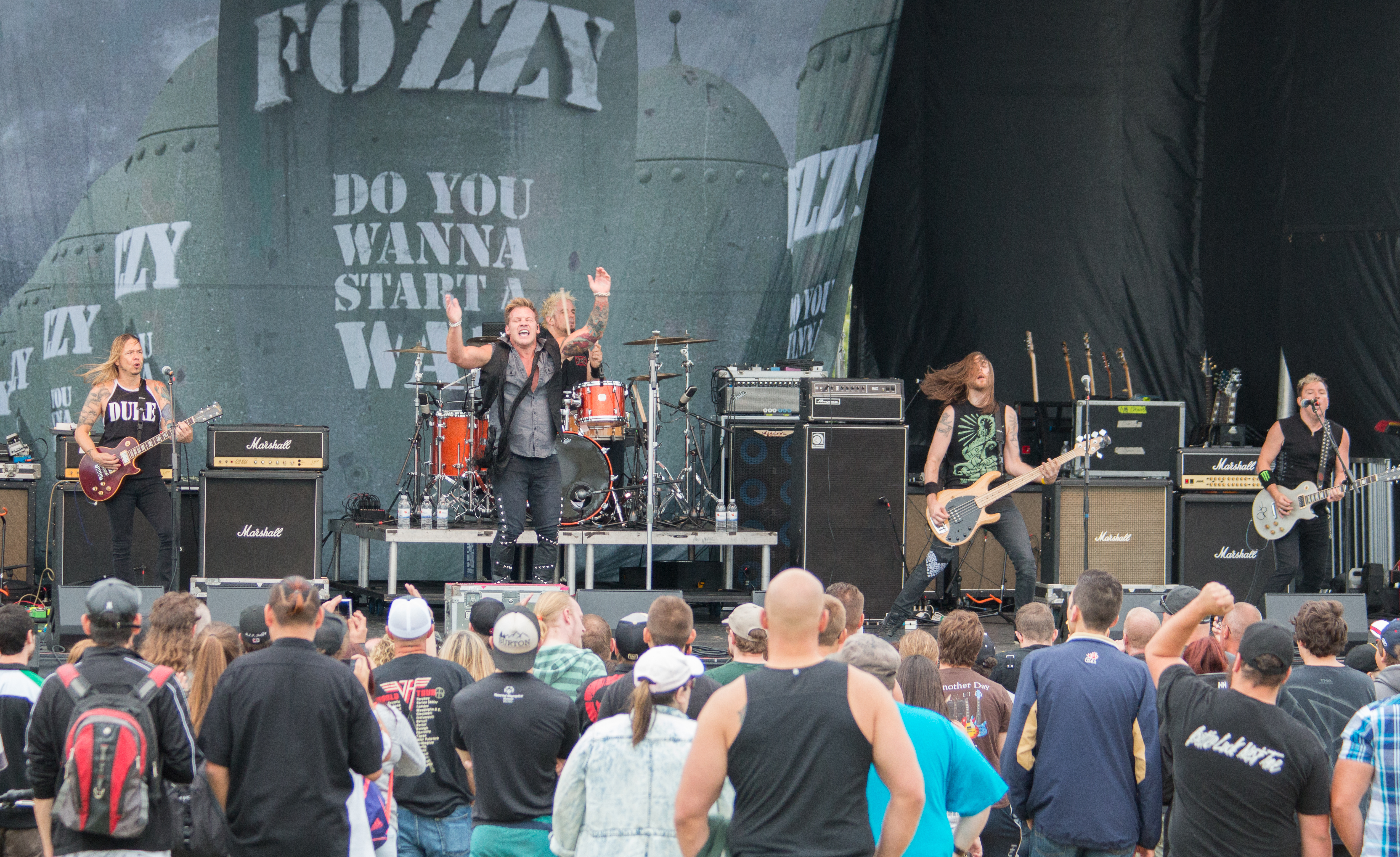
Fozzy performen live

Jericho ist Gründer und Frontmann der Heavy-Metal-Band Fozzy, mit der er bislang sieben Studio-Alben veröffentlichte und inzwischen auch weltweit auf Tournee geht. Zu Beginn nutzte er das Pseudonym „Moongoose McQueen“, um sich von seinem Wrestling-Alter-Ego „Chris Jericho“ zu unterscheiden. Mittlerweile nutzt er jedoch auch letzteren Namen als Musiker. Zwischenzeitlich unterbrach Jericho seine Wrestlingkarriere von 2005 bis 2007 sowie 2010 bis 2011, um sich ganz der Musik zu widmen. 2012 ging Fozzy zusammen mit der Band Soil auf Welttournee. Die 2017 erschienene Single Judas nutzt Jericho auch bei seinen Wrestling-Einzügen. Im November 2022 nahm Jericho als Bride an der achten Staffel der US-amerikanischen Version von The Masked Singer teil und belegte den siebten Platz.
Jericho schrieb seine Autobiografie A Lion's Tale: Around the World in Spandex, die am 25. Oktober 2007 veröffentlicht wurde und ein Bestseller der New York Times wurde. Das Buch umfasst Jerichos Leben und Wrestling-Karriere bis zu seinem Debüt in der WWE. Jerichos zweite Autobiografie, Undisputed: How to Become the World Champion in 1,372 Easy Steps, wurde am 16. Februar 2011 veröffentlicht und deckt seine Wrestling-Karriere seit seinem WWE-Debüt ab. Am 14. Oktober 2014 wurde Jerichos drittes Buch The Best In The World...At What I Have No Idea veröffentlicht. Es deckt einige unsagbare Geschichten aus der Save Us -Ära, seiner Karriere bei Fozzy. Jerichos viertes Buch, No Is a Four-Letter Word: How I Failed Spelling but Succeeded in Life, wurde am 29. August 2017 veröffentlicht und enthält 20 wertvolle Lektionen, die Jericho während seiner gesamten Karriere als Wrestler und Musiker gelernt hat.

## Titel und Auszeichnungen

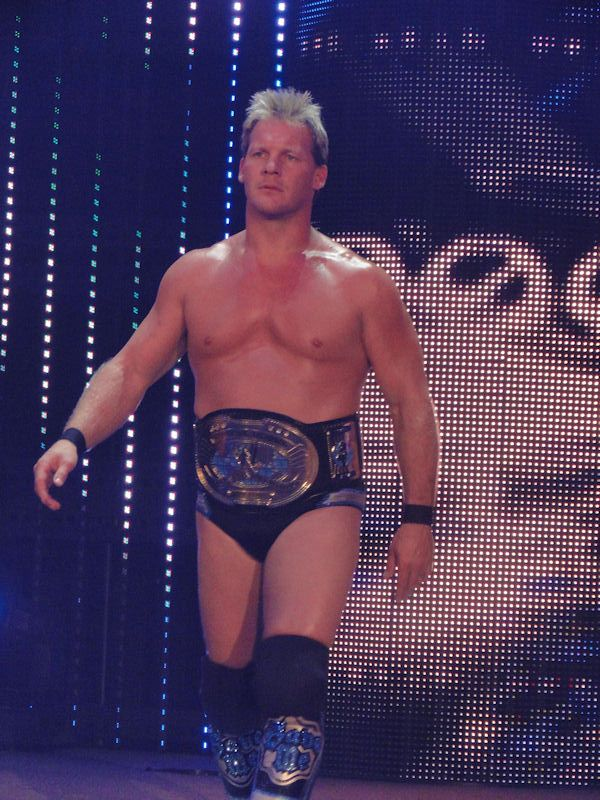
Jericho hielt den WWE Intercontinental Championship neunmal und hält somit den Rekord.

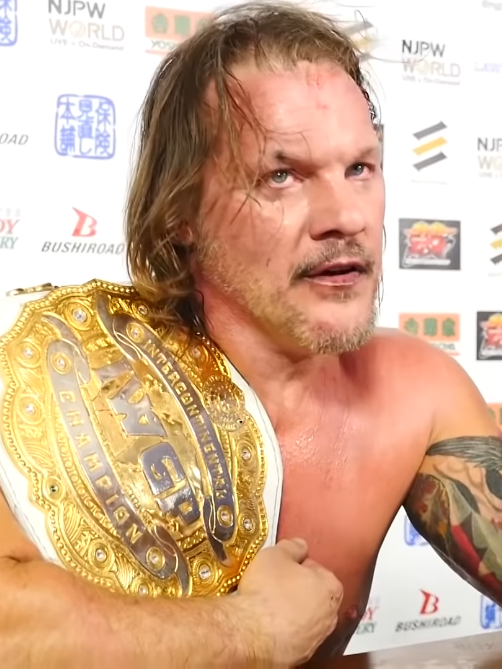
Jericho hielt einmal den IWGP Intercontinental Championship was ihn zum 10-fachen Intercontinental-Champion macht

### Titel
- All Elite Wrestling
  - 1× AEW World Champion (erster Titelträger)
  - 1× FTW Champion

- Canadian Rocky Mountain Wrestling
  - 1× CRMW North American Heavyweight Champion
  - 2× CRMW North American Tag Team Champion mit Lance Storm
  - 2× CRMW Mid-Heavyweight Champion

- Canadian Wrestling Connection
  - 1× CWC Tag Team Champion mit Lance Storm

- Consejo Mundial de la Lucha Libre
  - 1× NWA World Middleweight Champion

- Extreme Championship Wrestling
  - 1× ECW World Television Champion

- International Wrestling Alliance
  - 1× IWA Junior Heavyweight Champion

- New Japan Pro-Wrestling
  - 1× IWGP Intercontinental Champion

- Ring of Honor
  - 2× ROH World Champion

- World Championship Wrestling
  - 4× WCW Cruiserweight Champion
  - 1× WCW World Television Champion

- World Wrestling Association
  - 1× WWA World Tag Team Champion mit El Dandy

- World Wrestling Entertainment
  - 1× Undisputed WWF Champion (erster Undisputed Champion)
  - 2× World Champion
  - 3× World Heavyweight Champion
  - 5× World Tag Team Champion jeweils 1× mit Chris Benoit, The Rock, Christian, Edge und Big Show
  - 9× WWE Intercontinental Championship (meiste Regentschaften)
  - 2× WWE Tag Team Champion jeweils 1× mit Edge und Big Show
  - 2× WWE United States Championship
  - 1× WWF European Champion
  - 1× WWF Hardcore Champion

- Wrestling Association *R*
  - 1× WAR International Junior Heavyweight Champion
  - 1× WAR International Junior Heavyweight Tag Team Champion mit Gedo